# Société omnisports de l'Armée (football)
Maillots
Actualités
La Société Omnisports de l'Armée est un club ivoirien de football basé à Yamoussoukro. C'est l'une des sections du club omnisports de la Société Omnisports de l'Armée. Le club est de retour en Ligue 1 ivoirienne pour l'année 2007.

## Palmarès
- Championnat de Côte d'Ivoire
  - Vainqueur : 2019
  - Vice-champion : 1995, 1997

- Coupe de Côte d'Ivoire
  - Vainqueur : 1996
  - Finaliste : 2006

- Coupe de la Ligue
  - Vainqueur : 2014

- Coupe Félix-Houphouët-Boigny (2)
  - Vainqueur : 1996, 2019

## Joueurs Emblématiques
Aké Arnaud Loba